# Jairo Henríquez
Jairo Mauricio Henríquez Ferrufino (sinh ngày 31 tháng 8 năm 1993) là một cầu thủ bóng đá người El Salvador thi đấu cho Municipal Limeño và El Salvador.
Anh được triệu tập vào đội tuyển El Salvador tham dự Cúp Vàng CONCACAF 2015; anh chơi ở trận thứ hai của El Salvador.

### Bàn thắng quốc tế
Bàn thắng và kết quả của El Salvador được để trước.
| # | Ngày                 | Địa điểm                                           | Đối thủ            | Bàn thắng | Kết quả | Giải đấu                      |
| - | -------------------- | -------------------------------------------------- | ------------------ | --------- | ------- | ----------------------------- |
| 1 | 15 tháng 7 năm 2021  | Sân vận động Toyota, Frisco, Hoa Kỳ                | Trinidad và Tobago | 1–0       | 2–0     | Cúp Vàng CONCACAF 2023        |
| 2 | 11 tháng 10 năm 2021 | Sân vận động quốc gia, San José, Costa Rica        | Costa Rica         | 1–0       | 1–2     | Vòng loại FIFA World Cup 2022 |
| 3 | 16 tháng 11 năm 2021 | Sân vận động Rommel Fernández, Panama City, Panama | Panama             | 1–0       | 1–2     | Vòng loại FIFA World Cup 2022 |